# Suikinkutsu

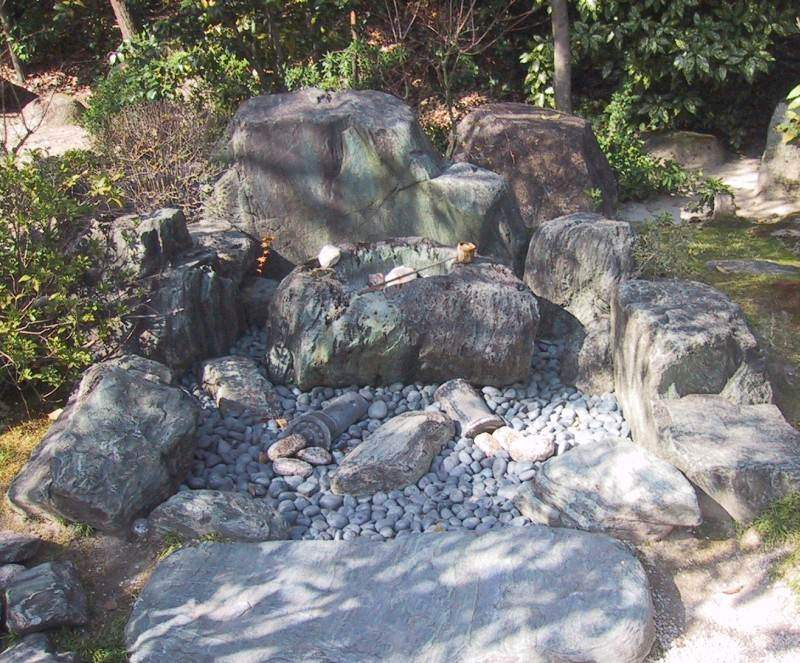
Suikinkutsu doble al Castell d'Iwasaki, a la ciutat de Nisshin, prefectura d'Aichi

Un suikinkutsu (japonès:水琴窟, literalment "cova d'aigua koto") és un tipus d'ornament japonès pels jardins i instrument musical. Un suikinkutsu constitueix d'una olla a l'inrevés enterrada amb un forat al tap. L'aigua goteja pel forat al tap a una piscina petita d'aigua dins l'olla, així creant un so agradable que truca dins l'olla similar a una campana o una cítara japonesa dita koto. Normalment s'edifica a prop d'una bacina tradicional japonesa nomenada chozubachi, part d'un tsukubai per rentar les mans abans de la cerimònia japonesa de te.

## Història
Antigament el suikinkutsu era conegut com a tosuimon, però rares vegades s'utilitzava en els jardins japonesos. Se suposa que al principi, el gerro s'enterrava donat la volta en els jardins com sistema de desguàs. De vegades produïa sons agradables i quan els jardiners es van adonar, van començar a investigar com millorar la qualitat del so. L'augment de la seua popularitat i el nom suikinkutsu tenen els seus orígens a mitjan període Edo (1603-1867), la mateixa època en la qual es va desenvolupar el lavabo de pedra chozubachi. El famós professor de la cerimònia del te Kobori Enshu (període Edo), tenia un suikinkutsu en el seu jardí, pel que se li sol citar com l'inventor del suikinkutsu. AL final del període Edo el suikinkutsu va perdre popularitat, però la va tornar a guanyar durant l'era Meiji (1867-1912).
Al començament del segle xx, primers anys del període Showa, tant el nom suikinkutsu com l'artefacte van ser pràcticament oblidats. Un informe de 1959 del professor Katsuzo Hirayama de la universitat d'agricultura de Tòquio, assenyalava que tan solament havia dues suikinkutsu al Japó, cap d'ells funcionava i estaven plens de terra. No obstant això, un periodista del Asahi Shimbun va escriure sobre el suikinkutsu en 1982 i va fer una crida als lectors perquè li ajudaren a cercar informació sobre el tema. Gràcies a aquesta iniciativa, es redescobriren molts suikinkutsu i es van escriure diversos articles sobre el suikinkutsu en l'Asahi Shimbun. Poc temps després, en 1985, la NHK va realitzar un programa sobre el suikinkutsu a la televisió japonesa. Aquest programa va contribuir a la seua revitalització, i després de la seua emissió es va poder apreciar un creixement en el nombre de suikinkutsu nous.